# Jane de Glehn

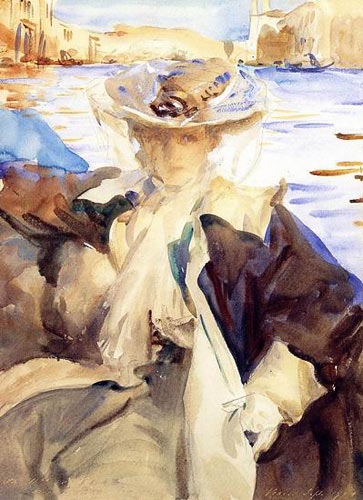
John Singer Sargent: Jane de Glehn in Venedig, Aquarell, 1904

Jane Erin de Glehn, eigentlich Jane Erin Emmet (* 1873 in New Rochelle, New York; † 1961 in New York City, New York) war eine US-amerikanische Porträtmalerin.

## Leben
Jane Erin Emmet war die jüngste Tochter von zehn Kindern des wohlhabenden Unternehmers William Jenkins Emmet und seiner Ehefrau Julia Colt Pierson. Ihre Mutter malte, ein Bruder war der Ingenieur William Le Roy Emmet (1859–1941), eine erheblich ältere Schwester war die Malerin Rosina Emmet Sherwood (1854–1948).
Zusammen mit ihrer Schwester Lydia (1866–1952) und ihrer Cousine Ellen Emmet (1876–1941) studierte sie Kunstgeschichte an der Art Students League of New York in New York City, unter anderem bei Frederick William MacMonnies und William Merritt Chase. Ihre Lehrer rieten ihr eindringlich zur Fortsetzung des Studiums in Paris. In Begleitung der Cousine ging Emmet 1892 nach Frankreich, um sich bei Tony Robert-Fleury an der Académie Julian in Paris weiterzubilden.

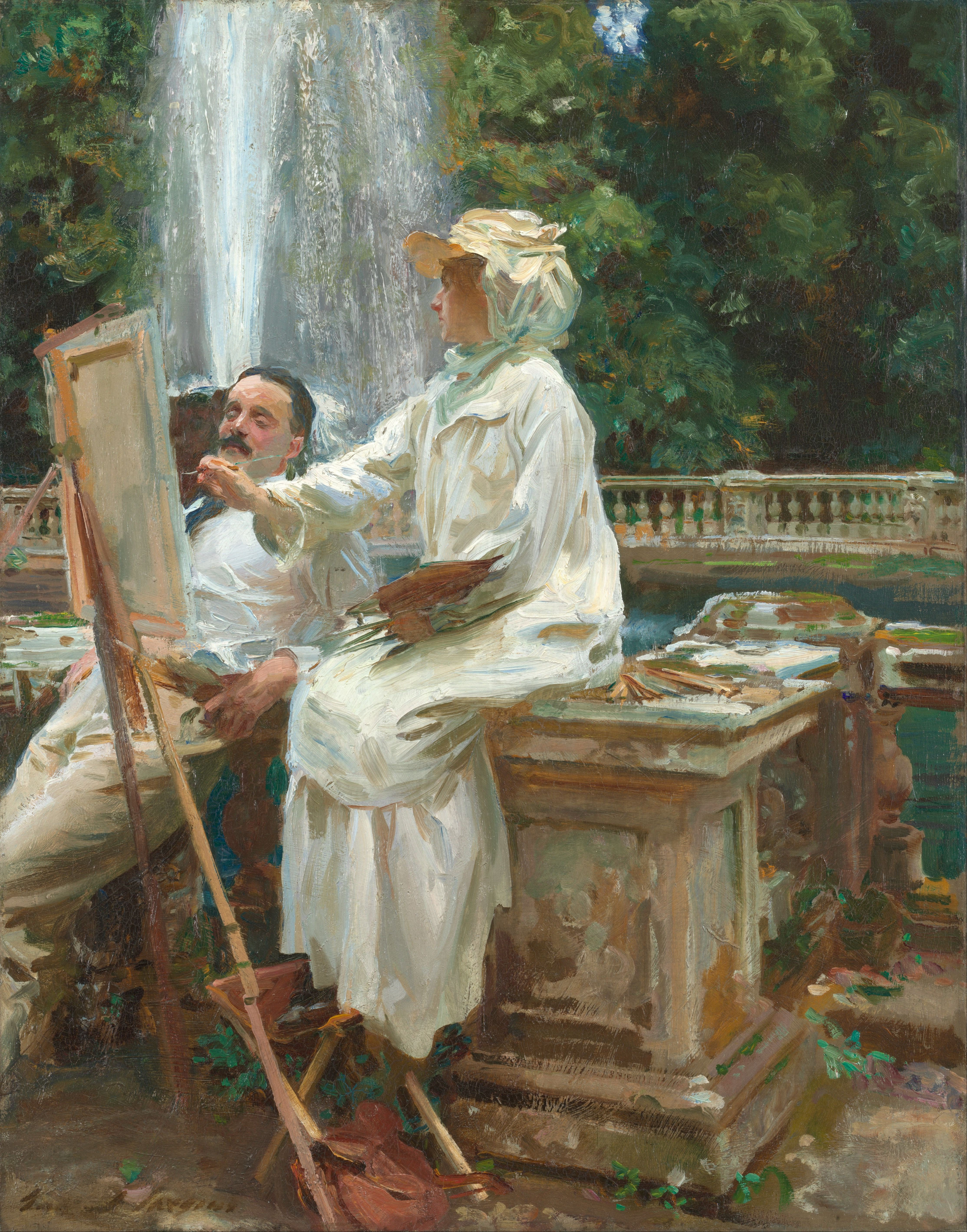
John Singer Sargent: Jane und Wilfred de Glehn, Öl auf Leinwand, undatiert

Bis Ende des Jahrhunderts blieb Paris der künstlerische Bezugspunkt Emmets, hier pflegte sie Freundschaft und Austausch mit Edgar Degas und Jean-Louis Forain. Auf Studienreisen in die Bretagne, England und Italien lernte sie den Maler John Singer Sargent kennen. Er machte sie mit ihrem zukünftigen Ehemann Wilfrid de Glehn bekannt. Nach ihrer Rückkehr nach New Rochelle heiratete sie Glehn 1904. Die Ehe, die allen Berichten zufolge glücklich verlief, blieb kinderlos. Nach einem Reitunfall war Jane de Glehn aus medizinischen Gründen nicht in der Lage Kinder auszutragen.
Zwischen 1905 und 1914 begleitete das Ehepaar seinen Freund Sargent auf dessen zahlreichen Reisen durch Europa. Deren Bilder, die in der Zeit entstanden, stellte die Künstlerin später in den Ausstellungen von der Royal Academy of Arts, New English Art Club und in der Royal Hibernian Academy aus.
Beim Ausbruch des Ersten Weltkriegs engagierte sich Jane de Glehn beim Britischen Roten Kreuz in Frankreich. Zur selben Zeit ging ihr Ehemann als Kriegsillustrator mit den britischen Streitkräften an die italienische Front. Zwischen den Kriegsjahren lebte das Paar abwechselt in New York City und London hin- und her. In den Sommermonaten reiste sie nach Griechenland, Korfu, Venedig und nach Cornwall. Nach dem Tod ihres Mannes zog sie in die Nähe ihrer Familie.

## Sonstiges
- Ihr Urgroßvater, Thomas Addis Emmet (1764–1827), musste nach einer erfolglosen Rebellion seines Bruders im Jahre 1803 nach Amerika emigrieren.
- Ihr Ur-Ur-Onkel, Robert Emmet (1778–1803) war ein irischer Rebellenführer und Nationalist. Er war 1803 Anführer einer erfolglosen Rebellion gegen die britische Herrschaft, wurde gefangen genommen und hingerichtet.
- Sie war die Tante des Dramatikers und Drehbuchautors Robert E. Sherwood (1896–1955).

## Porträts von John Singer Sargent

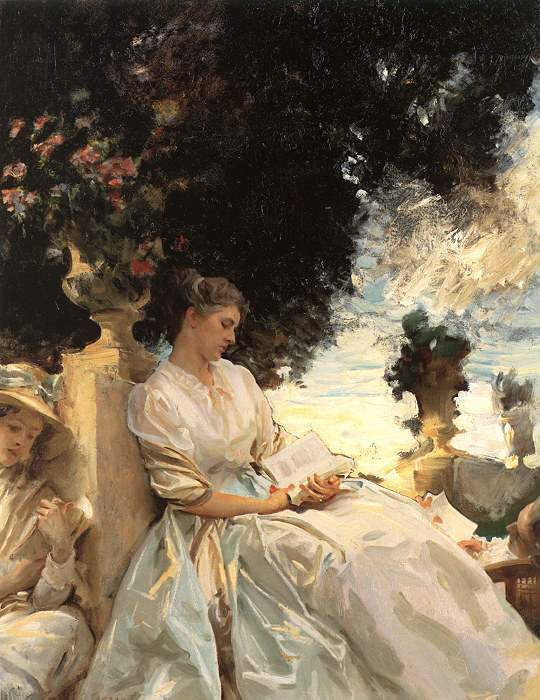
Jane de Glehn auf Korfu, Öl auf Leinwand, 1909
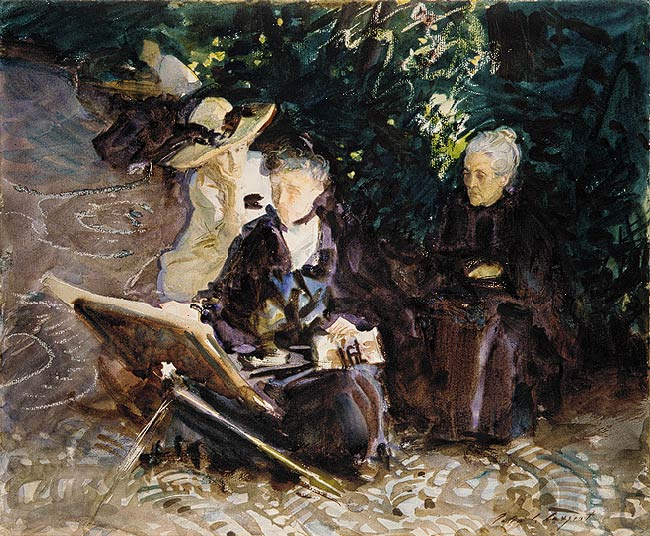
Emily Singer Sargent, Jane de Glehn und Dolores Carmona, Öl auf Leinwand, 1912
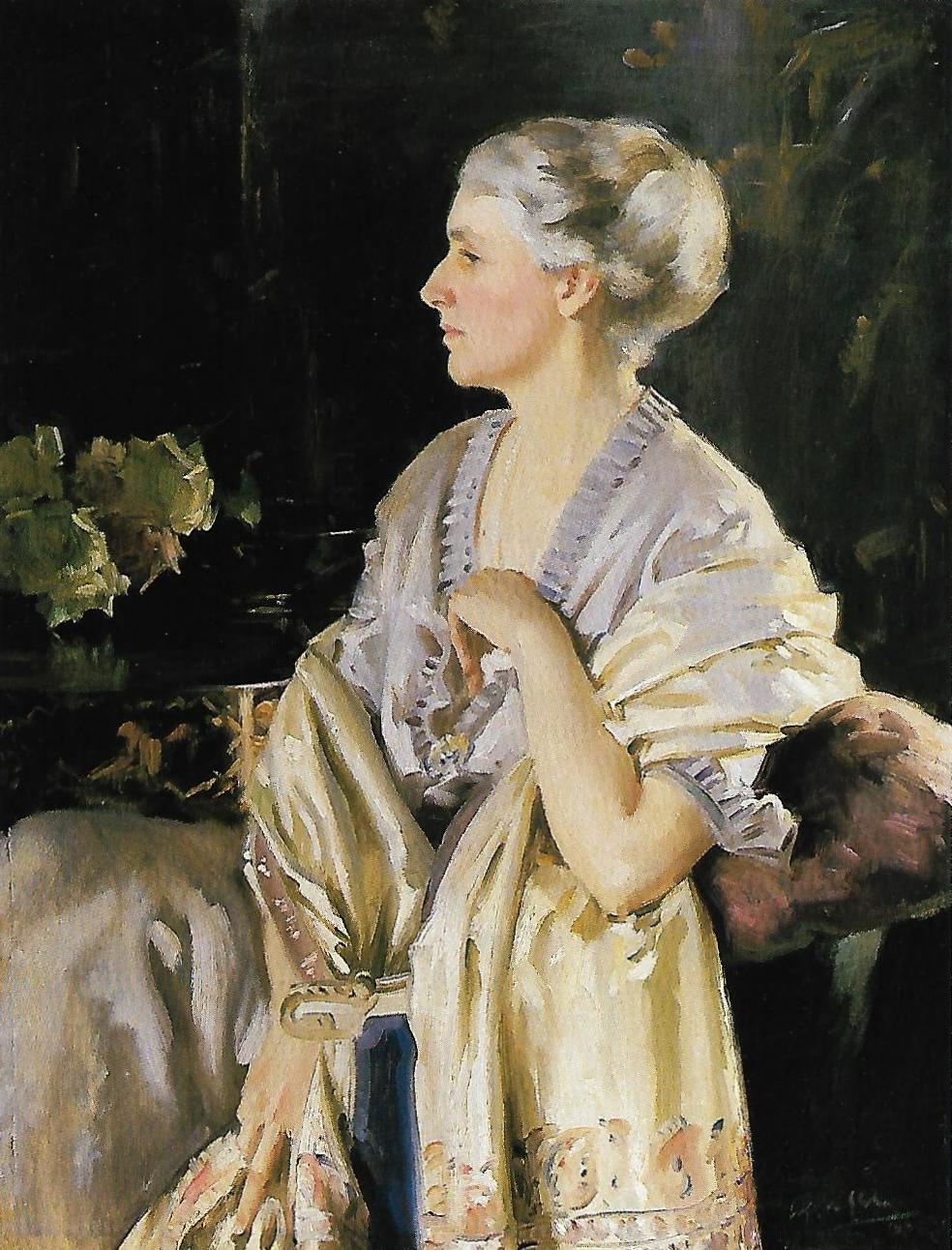
Jane de Glehn, Öl auf Leinwand, undatiert

| Personendaten    | Personendaten                                                                |
| ---------------- | ---------------------------------------------------------------------------- |
| NAME             | De Glehn, Jane                                                               |
| ALTERNATIVNAMEN  | De Glehn, Jane Erin (vollständiger Name); Emmet, Jane Erin (wirklicher Name) |
| KURZBESCHREIBUNG | US-amerikanische Porträtmalerin                                              |
| GEBURTSDATUM     | 1873                                                                         |
| GEBURTSORT       | New Rochelle, New York                                                       |
| STERBEDATUM      | 1961                                                                         |
| STERBEORT        | New York City, New York                                                      |